# Nassim Nicholas Taleb
Nassim Nicholas Taleb (Amioun, 1960) (Arabisch: نسيم نقولا نجيب طالب) (alternatieve spellingen van voornaam: Nessim of Nissim) is een Libanees-Amerikaans auteur, wetenschapper en voormalig derivatenhandelaar.
Taleb groeide op in Amioun in de Libanese Levant als telg uit een in de politiek prominente familie met Grieks-orthodoxe achtergrond. Door de burgeroorlog in Libanon in 1975 verloor de familie haar rijkdom. Taleb heeft zijn opleiding genoten in Parijs en in de Verenigde Staten waar hij een MBA haalde aan de Wharton School van de Universiteit van Pennsylvania. Zijn carrière verliep onder andere via de handelsafdelingen van UBS, Credit Suisse, BNP Paribas en Banque Indosuez. Hij is betrokken geweest bij derivatenhandel op het gebied van zowel vastrentende waarden als aandelen. Ten slotte is hij zelfstandig market maker geweest aan de optiebeurs van Chicago.
Zijn boeken hebben een filosofische inslag en draaien om de invloed van kans, willekeurigheid en toeval in het algemeen en in de derivatenhandel in het bijzonder.

## Werken
- Taleb, Nassim Nicholas (2001/2005). Fooled by Randomness: The Hidden Role of Chance in Life and in the Markets. Random House, New York. ISBN 0-8129-7521-9.
- Taleb, Nassim Nicholas (2007). The Black Swan: The Impact of the Highly Improbable. Random House, New York. ISBN 978-1400063512.
- Taleb, Nassim Nicholas (2012). Antifragile: Things That Gain from Disorder. Random House, New York. ISBN 978-1-4000-6782-4.